# Nolima pinal
Nolima pinal är en insektsart som beskrevs av Rehn 1939. Nolima pinal ingår i släktet Nolima och familjen fångsländor. Inga underarter finns listade i Catalogue of Life.